# Oskar Bohnée

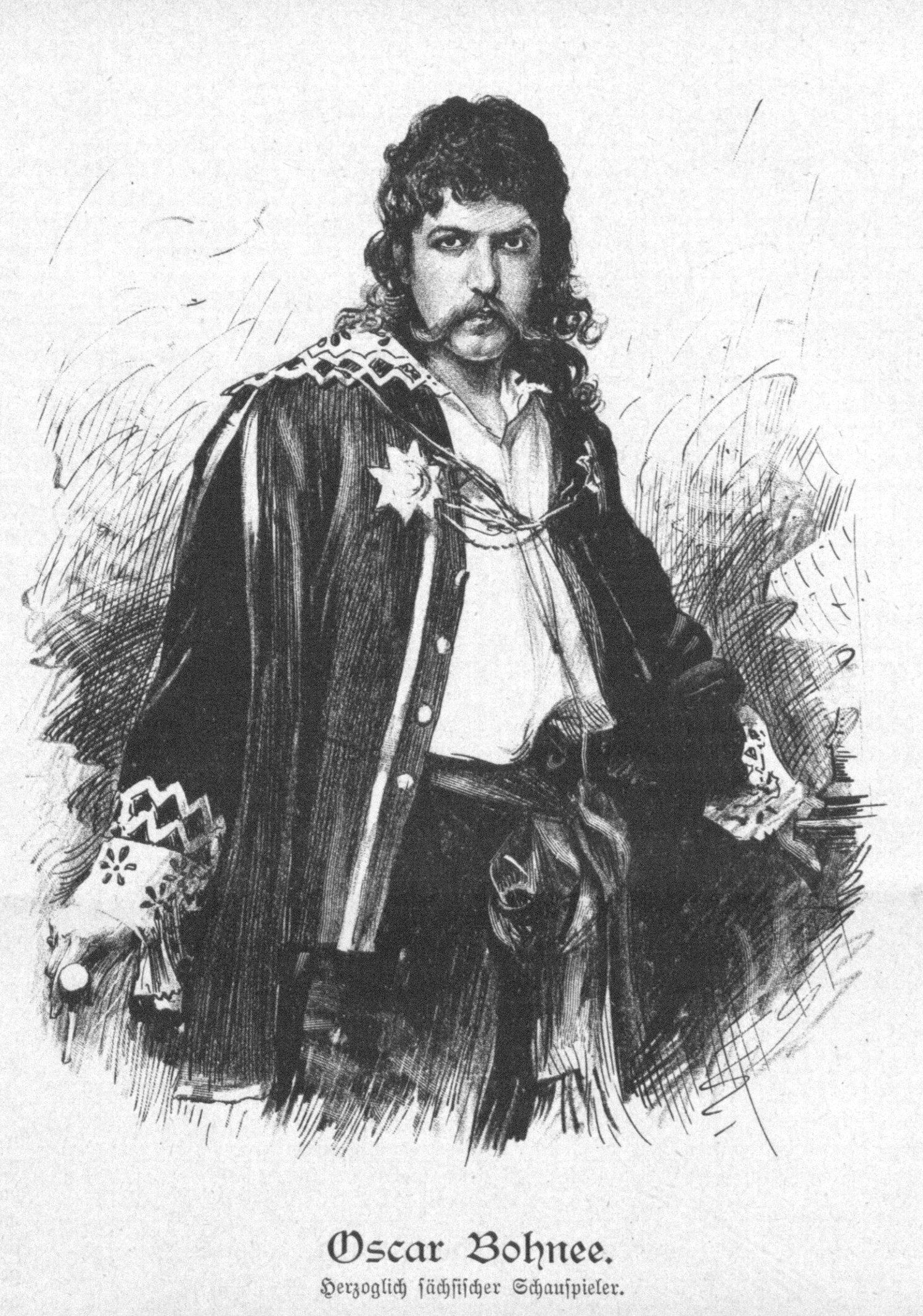
Oskar Bohnée im Jahre 1892

Oskar Bohnée (* 21. Juli 1862 in Berlin; † nach 1913) war ein deutscher Theaterschauspieler.

## Leben
Bohnée entschloss sich frühzeitig zum Theater zu gehen und nachdem er seine Ausbildung an der Berliner Theater-Akademie bei Hofschauspieler Eduard Kierschner erhalten hatte, wagte er schon den ersten schauspielerischen Versuch in Würzburg (1881). Dann kam er ans Hoftheater Altenburg (1882), hierauf an das Stadttheater Mainz (1883), Bremen (1884), Basel (1885), Chemnitz (1886), Düsseldorf (1888 bis 1889), Königsberg (1890), Breslau (1891) und Zürich (1892), bis er 1893 einen verlockenden Antrag ans Stadttheater in Köln erhielt. Dort bliebe er bis 1902 und unternahm währenddessen einige Gastspielreisen, so u. a. 1898 ans Stadttheater Lüdenscheid oder 1901 zum Kur-Theater in Bad Neuenahr. Er wurde als erster deutscher dramatischer Künstler zum Ehrenmitglied der königlichen Akademie der Wissenschaften und Künste Florenz ernannt. 1902 trat er in den Verband der Königlichen Schauspiele in Kassel, denen er viele Jahre lang angehören sollte. Sein weiterer Lebensweg nach 1913 ist derzeit unbekannt.